# Ganz Paris ist ein Theater
Singles de Mireille Mathieu
Es geht mir gut, Chéri
(1970) Der pariser Tango
(1971)
Ganz Paris ist ein Theater est une chanson allemande sorti en 1971 en Allemagne et interprétée par la chanteuse française Mireille Mathieu. En français, cela veut dire "Tout Paris est un théâtre".